# Lessinische steen

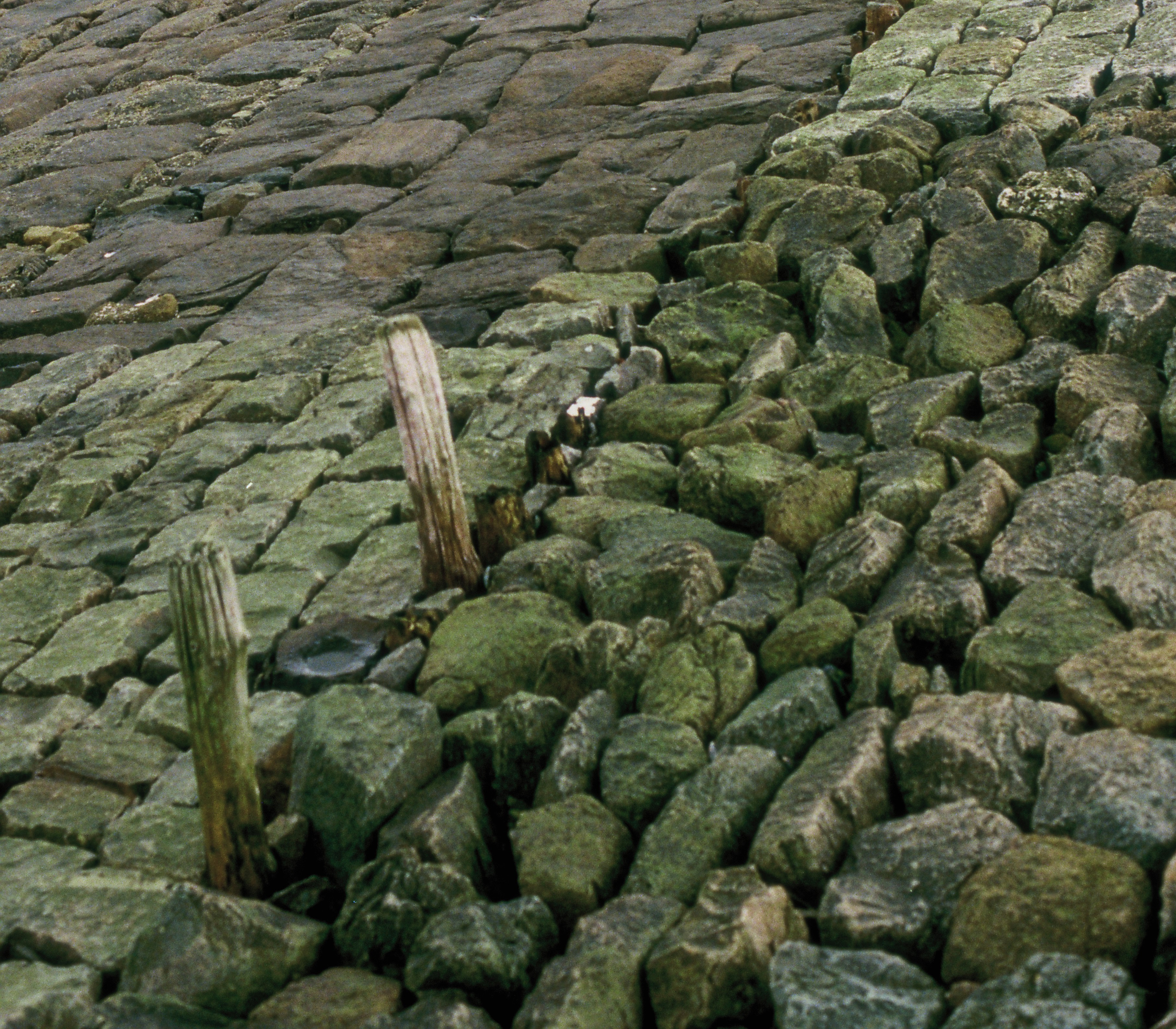
Glooiing van Lessinische steen (rechts)

Lessinische steen is een steensoort die vroeger regelmatig gebruikt is in Zeeland als dijkbekleding. Het is een porfier uit de steengroeven bij Lessen (Lessines) in België, op de taalgrens ten zuidwesten van Brussel. 

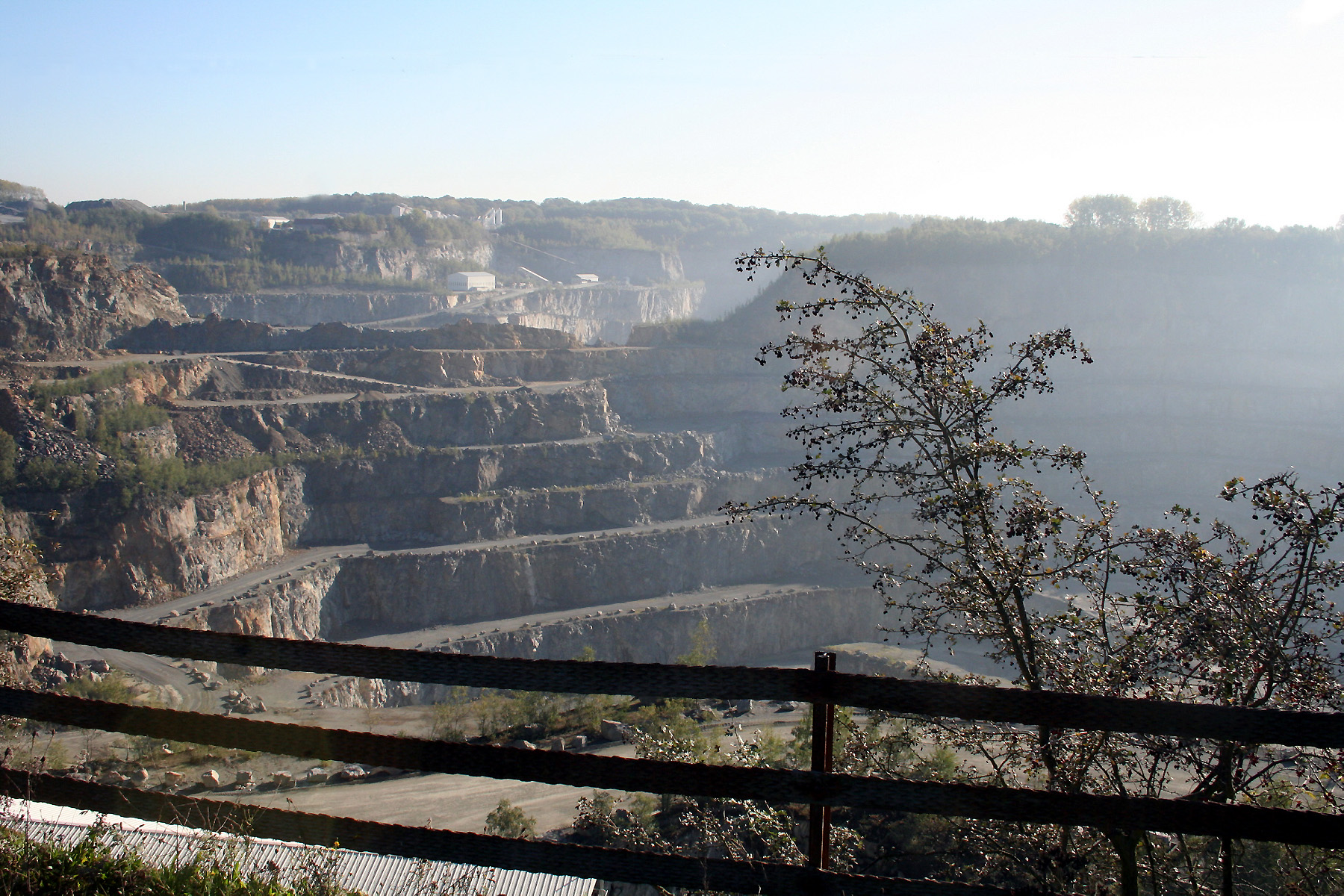
De steengroeve bij Lessen

## Gebruik op dijkglooiingen
De steen komt uit de porfiergroeven bij Lessen, het is een groenachtig grijze steen die vrij hard is, en dus ook vrij duurzaam. Het probleem bij deze steen is dat de vorm van de stenen vrij onregelmatig is, waardoor het moeilijk is om hier een goede steenzetting van te maken. De stenen worden, net al bij de Vilvoordse steen, gezet op een puinlaag die uit twee vlijlagen  en een laag van ca. 10 cm puin. De total dikte van de puin- en steenlaag is ongeveer 40 cm. 
De transportafstand van Lessen naar Zeeland is niet zo groot (transport over de Dender en de Schelde) als de transportafstand voor basalt uit Duitsland. Daarom was dit een aantrekkelijke optie. Echter, de Lessinische steen is niet beschikbaar in de vorm van zuilen, wat een groot voordeel van basalt is. Daarom is het gebruik van deze steen al snel gestopt. Het plaatsen van de Vilvoordse steen was veel simpeler, en daarom is deze, ondanks het feit dat die steen veel zachter is, toch nog veel langer toegepast als dijkbekleding.